# Несс

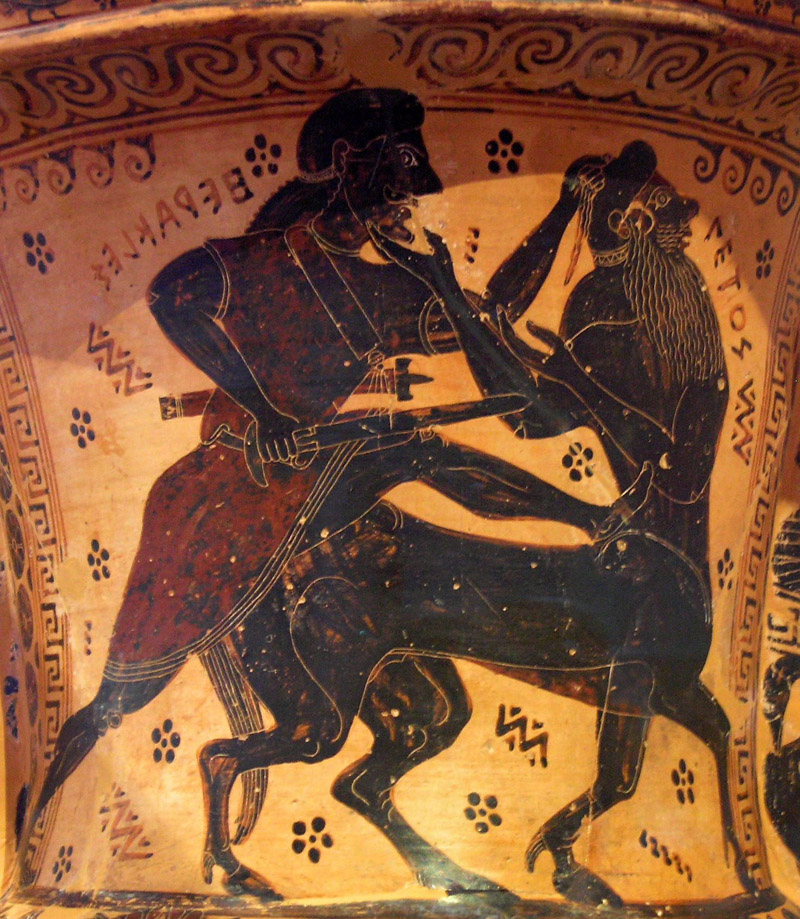
Амфора із зображенням Несса, Вазописець Несса, 620 до н. е., Національний археологічний музей Афін

Несс (грец. Νέσσος) — кентавр, який перевозив через річку Геракла та його дружину Деяніру і своєю підступною порадою згубив героя.
Несс — давньогрецькій міфології річковий бог.